# Le signore di lord Camber
Le signore di lord Camber è un film del 1932 diretto da Benn Levy.
È l'unico film prodotto da Alfred Hitchcock di cui non sia egli stesso anche regista.

## Trama
Un aristocratico sposa una cantante, ma in seguito cerca di ucciderla quando si innamora di un'altra donna.